# 本賈利
本賈利（Boundiali）是西非國家科特迪瓦的城鎮，由薩瓦納區負責管轄，位於該國中北部，主要經濟活動是棉花業，農產品有玉米、花生、小麥、木薯、香蕉、芒果、甘薯和稻米，2004年人口163,425。

## 外部連結
- Boundiali unofficial website （页面存档备份，存于）
- A school in BOUNDIALI （页面存档备份，存于）